# سترلسکه هوشتیتسه
سترلسکه هوشتیتسه (به چکی: Střelské Hoštice) یک منطقهٔ مسکونی در جمهوری چک است که در ناحیه ستراکونیتسه واقع شده‌است. سترلسکه هوشتیتسه ۲۰٫۸۳ کیلومتر مربع مساحت و ۸۷۹ نفر جمعیت دارد و ۴۱۵ متر بالاتر از سطح دریا واقع شده‌است.